# Nizatidine
La nizatidine est un antihistaminique H2, utilisée pour le traitement de la maladie de reflux gastro-œsophagien.